# Campeonato Europeu de Atletismo em Pista Coberta de 2013 - Revezamento 4x400 m feminino
A prova dos 4 x 400 feminino do Campeonato Europeu de Atletismo em Pista Coberta de 2013 foi disputada no dia 3 de março de 2013 no Scandinavium em Gotemburgo, Suécia.

## Recordes
Antes desta competição, os recordes mundiais e do campeonato nesta prova eram os seguintes:
|                       | Nacionalidade | Tempo     | Local      | Data                  |
| --------------------- | ------------- | --------- | ---------- | --------------------- |
| Recorde mundial       | Rússia        | 3m 23s 37 | Glasgow    | 28 de janeiro de 2006 |
| Recorde do campeonato | Bielorrússia  | 3m 27s 83 | Birmingham | 4 de março de 2007    |
| Recorde europeu       | Rússia        | 3m 23s 37 | Glasgow    | 28 de janeiro de 2006 |

Os seguintes recordes foram estabelecidos durante esta competição: 
| Data       | Evento | Nacionalidade | tempo   | Notas                 |
| ---------- | ------ | ------------- | ------- | --------------------- |
| 3 de março | Final  | Reino Unido   | 3:27.56 | Recorde do campeonato |

## Medalhistas
| Ouro                                                                               | Prata                                                                                 | Bronze                                                                        |
| Reino Unido · Eilidh Child · Shana Cox · Christine Ohuruogu · Perri Shakes-Drayton | Rússia · Olga Tovarnova · Tatyana Veshkurova · Nadezhda Kotlyarova · Kseniya Zadorina | Chéquia · Denisa Rosolová · Jitka Bartoničková · Lenka Masná · Zuzana Hejnová |

## Cronograma
Todos os horários são locais (UTC+2).
| Data       | Hora  | Evento |
| ---------- | ----- | ------ |
| 3 de março | 18:30 | Final  |

## Resultado
A prova foi realizada às 18:30 no dia 3 de março de 2013.  

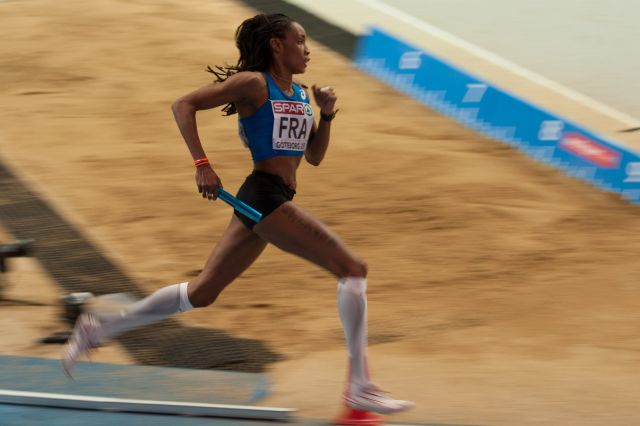
Phara Anacharsis da França durante a competição

| Posição           | Nacionalidade | Atleta                                                                 | Tempo   | Notas                |
| ----------------- | ------------- | ---------------------------------------------------------------------- | ------- | -------------------- |
| Medalha de ouro   | Reino Unido   | Eilidh Child Shana Cox Christine Ohuruogu Perri Shakes-Drayton         | 3:27.56 | , ,                  |
| Medalha de prata  | Rússia        | Olga Tovarnova Tatyana Veshkurova Nadezhda Kotlyarova Kseniya Zadorina | 3:28.18 | Recorde da temporada |
| Medalha de bronze | Chéquia       | Denisa Rosolová Jitka Bartoničková Lenka Masná Zuzana Hejnová          | 3:28.49 | Recorde da temporada |
| 4                 | França        | Myriam Soumaré Muriel Hurtis Phara Anacharsis Marie Gayot              | 3:28.71 | Recorde nacional     |
| 5                 | Ucrânia       | Yuliya Krasnoshchok Olha Bibik Kseniya Karandyuk Olha Zemlyak          | 3:34.61 | Recorde da temporada |
| 6                 | Suécia        | Josefin Magnusson Moa Hjelmer Frida Persson Elin Moraiti               | 3:36.17 | Recorde da temporada |

Legenda
| Recorde mundial       | Recorde mundial (World record)               |                       | Recorde africano                      | Recorde africano (African) |                                           | Q | Classificado por posição (Qualified) |
| Recorde do campeonato | Recorde do campeonato (Championship record)  | Recorde da América    | Recorde da América (Americas)         | q                          | Classificado por melhor tempo (Qualified) |   |                                      |
| Melhor marca do ano   | Melhor marca do ano (World leading)          | Recorde asiático      | Recorde asiático (Asian)              | DNS                        | Não largou (Did not start)                |   |                                      |
| Recorde nacional      | Recorde nacional (National record)           | Recorde europeu       | Recorde europeu (European)            | DNF                        | Não terminou (Did not finish)             |   |                                      |
| Recorde pessoal       | Recorde pessoal do atleta (Personal best)    | Recorde da Oceania    | Recorde da Oceania (Oceania)          | DSQ / DQ                   | Desclassificado (Disqualified)            |   |                                      |
| Recorde da temporada  | Recorde da temporada do atleta (Season best) | Recorde sul-americano | Recorde sul-americano (South America) | NM                         | Sem marca (No mark)                       |   |                                      |